# Minotaur (raketfamilie)

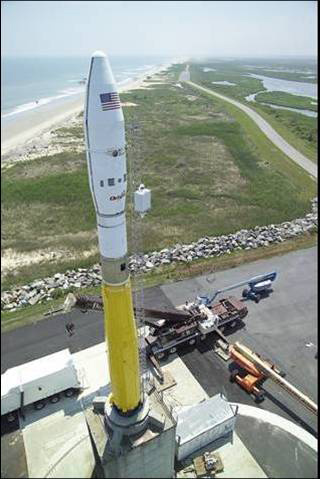
Een Minotaur I

De Minotaur-raketfamilie is een Amerikaanse familie lichte draagraketten met vastebrandstofmotor van Northrop Grumman Space Systems (tot 2015 Orbital Sciences Corporation en van 2015 t/m 2018 Orbital ATK en van  2018 tot 2020 Northrop Grumman Innovation Systems) die verticaal gelanceerd worden. Ze zijn (uitgezonderd de Minotaur-C) opgebouwd uit onderdelen van voormalige ballistische raketten Minuteman II en LGM-118 Peacekeeper.

## Minotaur I
De eerste Minotaur is een vier-of-vijftrapsraket met een hergebruikte eerste en tweede trap van een Minuteman raket en bestaat uit:
1. als eerste trap een hergebruikte eerste trap van een Minuteman raket, een trap van het type M55A1
2. als tweede trap een hergebruikte tweede trap van een Minuteman raket, een trap van het type SR19
3. een derde trap van het type Orion 50XL
4. een vierde trap van het type Orion 38
5. Daar kan nog een HAPS vijfde trap voor extra snelheid of het nauwkeurig in de juiste baan plaatsen van een kunstmatige satelliet aan toegevoegd worden.

De raket heeft een lengte van 19,21 meter en de diameter is 1,67 meter  De nuttige lading naar een baan om de Aarde op een hoogte van van 180 km is 580 kg vanaf Cape Canaveral Space Force Station (lanceerhoek 28 graden) of 310 kg naar een zon-synchrone baan op een hoogte van 740 km vanaf Vandenberg Air Force Base. De Minotaur I vloog voor het eerst op 27 januari 2000.
Opvallend aan de Minotaur I en II is de gele isolatiedeken die er tijdens de lancering vanaf gescheurd wordt.
Er waren tot 18 juni 2024 dertien Minotaur I gelanceerd.

### Eerste trap, M55A1
De M55A1 eerste trap van de Minuteman II en Minotaur I is een enkelvoudige vastebrandstofmotor met vier straalpijpen aan de onderkant. Deze zijn allen kantelbaar waardoor alle drie raket-stuurbewegingen (pitch yaw en roll) hiermee te maken zijn.

### Tweede trap, SR19
De SR19-trap is een vastebrandstofmotor met een enkelvoudige vaste straalpijp. In plaats van de straalpijp te kantelen voor besturing wordt er op verschillende plaatsten een vloeistof in de straalpijp gespoten. Hierdoor wordt de uitstoot op die plekken versneld. Hiermee kunnen pitch en yaw bewegingen worden bewerkstelligd. Voor het controle over roll, worden een paar kleine stuwers die naast de straalpijp zitten gebruikt.

## Minotaur II

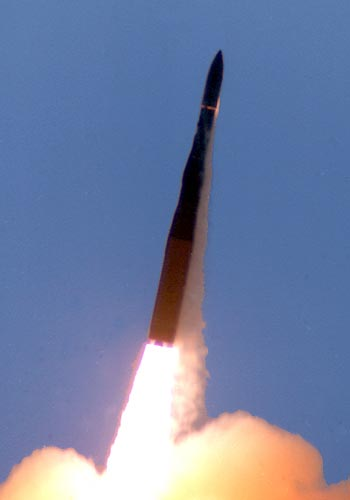
Minotaur II

De Minotaur II was een drietrapsraket voor suborbitale ruimtevluchten was in wezen een Minuteman II-raket die met een neuskegel en een uitgebreider geleidings-en-controlesysteem was uitgerust. De eerste vlucht was op 28 mei 2000. Dit type raket bestond uit een 
1. als eerste trap een hergebruikte eerste trap van een Minuteman raket, een trap van het type M55A1
2. als tweede trap een hergebruikte tweede trap van een Minuteman raket, een trap van het type SR19
3. een derde trap van het type M57

De maximum vracht was 460 kg en de maximum afstand 6700 km.
De Minotaur II wordt niet meer aangeboden op de website van Northrop Grumman.
Er zijn tussen 2000 en 2008 totaal acht Minotaur II gelanceerd.

## Minotaur III
De Minotaur III was een conceptuele drietrapsraket voor suborbitale ruimtevluchten. En was de eerste op de Peacekeeper gebaseerde draagraket De Minotaur III zou worden opgebouwd uit 
1. als eerste trap een hergebruikte eerste trap van een Peacekeeper raket, een trap van het type SR118
2. als tweede trap een hergebruikte tweede trap van een Peacekeeper raket, een trap van het type SR119
3. als derde trap een hergebruikte derde trap van een Peacekeeper raket, een trap van het type SR120
4. een vierde trap van het type Super HAPS

De Minotaur III heeft nooit gevlogen en wordt niet meer aangeboden op de website van Northrop Grumman.

## Minotaur IV

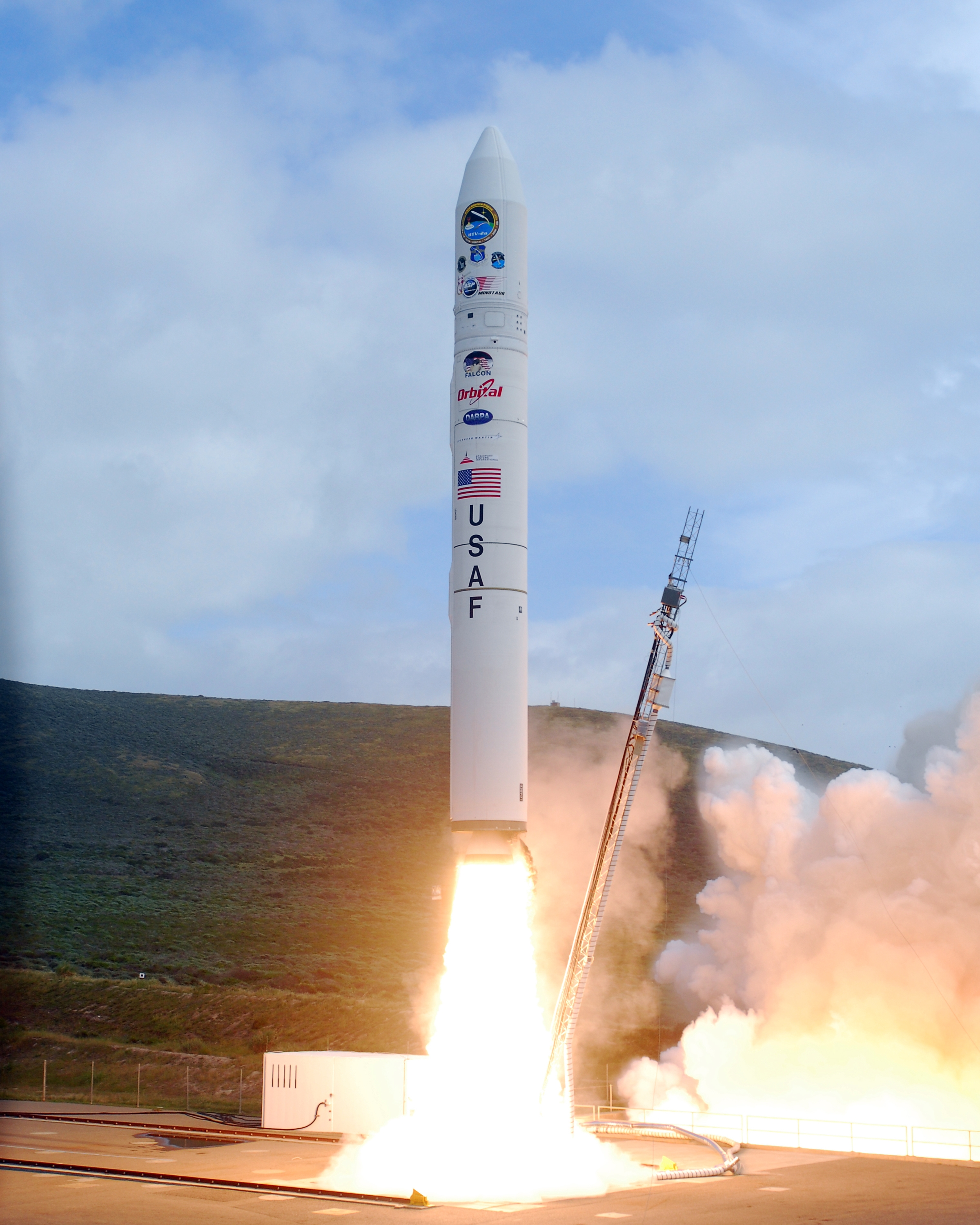
Minotaur IV

De Minotaur IV is een viertrapsraket en werd in 2010 voor het eerst gelanceerd. Deze raket maakt gebruik van Peacekeeper-rakettrappen met een toegevoegde upperstage die de vracht met meer precisie in de juiste baan kan afzetten.
Een standaard Minotaur IV is 23,88 meter lang met een diameter van 2,33 meter en is opgebouwd met:
1. als eerste trap een hergebruikte eerste trap van een Peacekeeper raket, een trap van het type SR118
2. als tweede trap een hergebruikte tweede trap van een Peacekeeper raket, een trap van het type SR119
3. als derde trap een hergebruikte derde trap van een Peacekeeper raket, een trap van het type SR120
4. een vierde trap van het type Orion 38

Voor de krachtiger Minotaur IV+ wordt de vierde trap vervangen door een Star-48V. De Minotaur IV Lite heeft geen derde trap waardoor deze geen orbitale snelheden kan bereiken. De Minotaur IV kan satellieten tot 1.735 kg in een lagebaan om de Aarde (hoogte 185 km) afzetten. Ook kan een extra Orion 38 als vijfde trap worden toegevoegd zoals bij vlucht ORS-5 het geval was.
Er waren tot 16 april 2025 zes Minotaur IV gelanceerd en er waren op dat moment twee boekingen voor toekomstige lanceringen bekend.

## Minotaur V

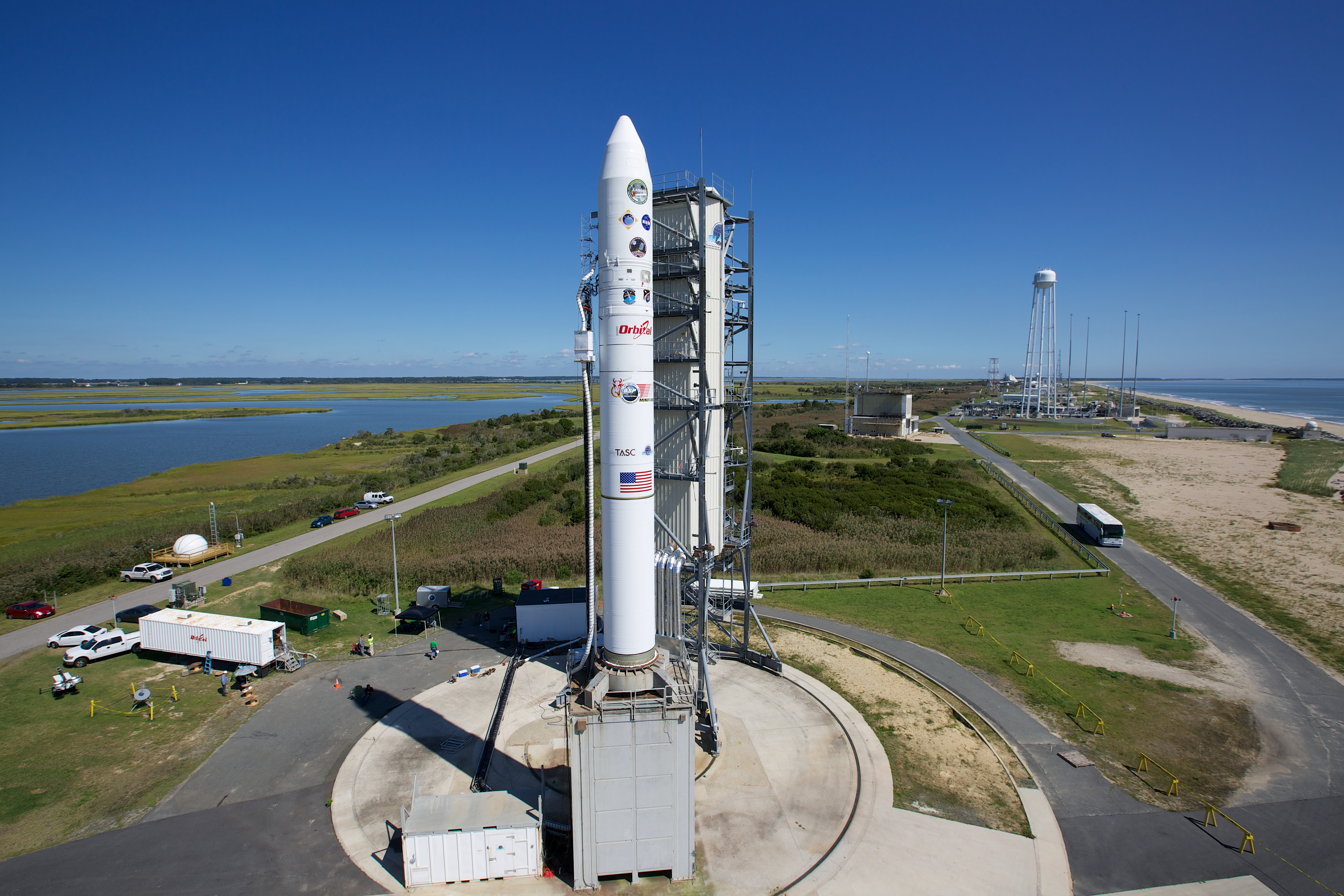
Minotaur V

De Minotaur V is een vijftrapsraket die is gebaseerd op de Minotaur IV en in 2013 zijn eerste vlucht maakte. Door de vijfde trap is het mogelijk hogere snelheden te halen en zodoende satellieten of ruimtesondes in hogere banen af te zetten. Bij zijn ingebruiknamevlucht bracht een Minotaur V NASA's Lunar Atmosphere and Dust Environment Explorer in een baan om de Maan. De Minotaur V is 24,56 meter lang met een diameter van 2,67 meter en is opgebouwd met:
1. als eerste trap een hergebruikte eerste trap van een Peacekeeper raket, een trap van het type SR118
2. als tweede trap een hergebruikte tweede trap van een Peacekeeper raket, een trap van het type SR119
3. als derde trap een hergebruikte derde trap van een Peacekeeper raket, een trap van het type SR120
4. een vierde trap van het type Star 48BV
5. een vijfde trap van het type Star 37FM of Star 37FMV

De Minotaur V kan nuttige ladingen tot 532 kg in een geostationaire overgangsbaan (GTO) brengen en tot 342 kg in een baan naar de Maan (TLI).
Er was tot 11 juli 2020 een Minotaur V gelanceerd en er zijn geen verdere boekingen bekend.

## Minotaur VI
Het concept voor de Minotaur VI, een vijftrapsraket, is eveneens gebaseerd op de Minotaur IV maar heeft twee SR-118 trappen. Deze raket zal worden opgebouwd met:
1. als eerste trap een hergebruikte eerste trap van een Peacekeeper raket, een trap van het type SR118
2. een tweede trap van het type SSR-118
3. als derde trap een hergebruikte tweede trap van een Peacekeeper raket, een trap van het type SR119
4. als vierde trap een hergebruikte derde trap van een Peacekeeper raket, een trap van het type SR120
5. een vijfde trap van het type Star-48V (Minotaur VI) of Star-48BV (Minotaur VI+)
6. Aan de Minotaur VI zou nog een Star 37 als zesde trap kunnen worden toegevoegd.

De Minotaur VI zou tot 3.100 kg in een lage baan om de Aarde moeten kunnen brengen en zou als enige Minotaur-raket in de medium-lift klasse (maximale vracht capaciteit tussen 2000 en 20.000 kg naar LEO) vallen. De Minotaur VI heeft nog niet gevlogen.

## Minotaur-C

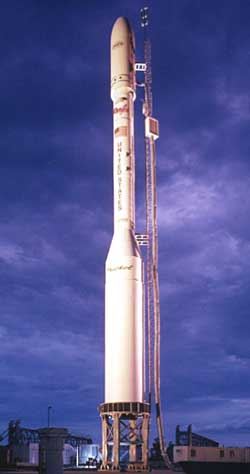
Taurus-raket

De Minotaur-C is sinds 2017 actief en is in feite een gemoderniseerde uitvoering van Taurus-raket. De Taurus en Taurus XL werden al sinds 1994 gelanceerd. De laatste twee Taurus XL vluchten (in 2009 en 2011) mislukten doordat de payload fairing niet werd afgeworpen, waardoor deze te zwaar bleef om in een baan om de Aarde te komen. Hierna werd de Taurus geüpgraded en hernoemd tot Minotaur-C. De “C” staat voor “Commercial”. Anders dan andere Minotaurs gebruikt de Minotaur-C geen ICBM-motoren, daardoor mag Northrop Grumman met deze raket ook lanceringen voor andere partijen dan de Amerikaanse overheid uitvoeren. Upgrades bestonden uit nieuwe payload fairing waarvan het ontwerp was gebaseerd op die van de andere Minotaurs. Ook de boordcomputers voor besturing en telemetrie zijn in lijn met de Minotaur-systemen gebracht.
Technisch gezien is deze raket eerder familie van de Pegasus dan van de Minotaurs. De Pegasus is echter een air-to-orbit lanceertuig en de Minotaur-C een verticaal lancerende raket. De nieuwe naam werd in 2014 ingevoerd nadat het besturingssysteem was vervangen door het systeem dat al op Minotaurs werd gebruikt. De eerste Minotaur-C lancering in 2017 was succesvol. Deze raket is opgebouwd met:
1. een eerste trap van het type Castor 120
2. een tweede trap van het type Taurus 1
3. een derde trap van het type Pegasus 2
4. een vierde trap van het type Pegasus 3

De Minotaur-C is in staat tot 1.320 kg in een lage baan om de Aarde af te zetten.
De twee bovenste trappen worden ook gebruikt in Northrop Grummans Ground-Based Interceptor.

### Eerste vlucht
Tijdens de eerste vlucht sinds de upgrade naar Minotaur-C die op 31 oktober 2017 plaatsvond vanaf Vandenberg AFB, viel de telemetrie meermaals weg. Hierdoor was het pas na twee uur duidelijk of de lancering een succes was.
Van de Taurus/Taurus XL werden tussen 1994 en 2011 negen stuks gelanceerd. Drie van die lanceringen mislukten.
De Minotaur-C is tot 11 juli 2020 eenmaal gelanceerd.

## Lanceerplaatsen
Er zijn vijf lanceerinstallaties voor Minotaur raketten. Doordat de raketten vastebrandstofmotoren hebben hoeven ze niet op de lanceerplaats worden volgetankt. Hierdoor zijn de lanceerinstallaties betrekkelijk klein.
Voor lanceringen in de draairichting van de Aarde worden Lanceercomplex 0B van de Mid-Atlantic Regional Spaceport en LC-46 van het Cape Canaveral Space Force Station gebruikt.  De zuidelijker ligging dichter bij de evenaar kan een voordeel zijn omdat de draaisnelheid van de Aarde daar meewerkt aan een hogere startsnelheid.
Verder zijn er lanceerinstallaties op Vandenberg Air Force Base (SLC-8 en SLC-576E) en op Pacific Spaceport Complex-Alaska (Launch Pad 2) voor ladingen die in een baan over de noord-en-zuidpool moeten komen. Bij de meeste Minotaur lanceerplatforms is een verticale integratiehangar. Alleen VAFB SLC-576E dat voor de Minotaur-C wordt gebruikt heeft die niet.
Opvallend aan Minotaur lanceringen is de acceleratiesnelheid. Een baan om de Aarde wordt in ongeveer 4 tot 5 minuten bereikt. Bij grotere (zwaardere) draagraketten duurt dit vaak 8 tot 10 minuten.

## Wettelijke beperkingen
Amerikaanse wetgeving verbiedt sinds  de 1998 Commercial Space Act het gebruiken van voormalige ICBM-motoren voor commerciële doeleinden. Hierdoor kan Northrop Grumman de voormalige Minuteman-en-Peacekeeper-motoren alleen voor overheidssatellieten gebruiken. Daardoor ligt het aantal lanceringen betrekkelijk laag. De Minotaur-C valt buiten deze wet.

## Toekomst
Met de komst van commerciële draagraketten in de 1000 kilogram vrachtklasse lijken de Minotaurs niet langer op prijs te kunnen concurreren. Raketten als de RFA One, de Isar Space Spectrum, RS1 en de Alpha mikken allemaal op dezelfde markt met een lanceerprijs van 12 miljoen dollar. Een stuk goedkoper dan Minotaurs die al gauw 20 miljoen dollar kosten. Het is daarmee anno 2023 onzeker of de Minotaurs nog lang beschikbaar blijven.

## Trivia
De Minuteman en Peacekeeper zijn niet de eerste Amerikaanse ballistische raketten die na buitengebruikstelling tot ruimtelanceertuigen zijn omgebouwd. De PGM17 Thor, de Atlas SM-65 en de LGM-25C Titan II ondergingen hetzelfde lot.